# (2841) Puijo
(2841) Puijo (1943 DM) – planetoida z pasa głównego asteroid okrążająca Słońce w ciągu 3,38 lat w średniej odległości 2,25 j.a. Odkryta 26 lutego 1943 roku.